# Lorís (Rússia)
|  | Per a altres significats, vegeu «Loris». |

Lorís - Лорис (rus) és un possiólok del krai de Krasnodar, a Rússia. Es troba a les terres baixes de Kuban-Azov, al nord de l'embassament de Krasnodar del riu Kuban, a 12 km al nord-est de Krasnodar, la capital.
Pertany al municipi de Pàixkovski.